# Guidong
Der Kreis Guidong (chinesisch 桂东县, Pinyin Guìdōng Xiàn) ist ein Kreis der bezirksfreien Stadt Chenzhou im Süden der chinesischen Provinz Hunan. Er hat eine Fläche von 1.453 Quadratkilometern und zählt 232.100 Einwohner (Stand: Ende 2018). Hauptort ist die Großgemeinde Chengguan 城关镇.

## Administrative Gliederung
Auf Gemeindeebene setzt sich der Kreis aus drei Großgemeinden und fünfzehn Gemeinden zusammen. 